# روشن محمدوف
روشن محمدوف (ترکی آذربایجانی: Rövşən Raqif oğlu Məmmədov؛ زادهٔ ۱۵ ژوئن ۱۹۷۹) روزنامه‌نگار اهل جمهوری آذربایجان است.